# Антитранзитивность
Антитранзитивность — свойство нетранзитивного бинарного отношения {\displaystyle \star }: из выполнения {\displaystyle a\star b} и {\displaystyle b\star c} следует отсутствие отношения для {\displaystyle a} и {\displaystyle c} — {\displaystyle \lnot (a\star c)}.
По закону контрапозиции следующие определения антитранзитивности эквиваленты:
{\displaystyle a\star b\land a\star c\implies \lnot (b\star c)},
{\displaystyle a\star c\land b\star c\implies \lnot (a\star b)}.
Пример антитранзитивного отношения — нечётность суммы: если {\displaystyle a+b} и {\displaystyle a+c} — нечётны, то {\displaystyle a+c} — чётно; другой популярный пример — отношение «сильнее» в игре «Камень, ножницы, бумага».